# Erich Hessing
Erich Hessing (* 12. September 1906 in Hamburg; † 9. August 1996 in Lüneburg) war ein evangelischer Geistlicher und Buchautor.

## Leben
Erich Hessing studierte Theologie und wurde am 13. April 1934 in Hannover ordiniert. 1934 wurde er Pastor in Hannover mit dem Auftrag zur Mitarbeit bei Landesbischof August Marahrens. 1935 wurde er Pastor in Bad Essen, 1950 Superintendent in Bleckede, 1953 beurlaubt und als Pastor der Evangelisch-lutherischen Kirchengemeinde in Rom eingesetzt. Nach seiner Rückkehr wurde er 1963 Superintendent in Burgwedel, 1967 Superintendent in Bleckede. Am 1. Juni 1974 wurde er in den Ruhestand versetzt.

## Werke
- Der Landkreis Lüneburg in alten Ansichten (Zaltbommel 1978)
- Denkmäler, Menschen und Geschichte im Landkreis Lüneburg (Lüneburg 1981)
- Die Kirchen im Landkreis Lüneburg (München 1987)
- Schätze des Gesangbuchs (Hannover 1989)
- Profile der Kirchengeschichte (Hannover 1991)